# آرثر بي. هانكوك جونيور
آرثر بي. هانكوك جونيور (بالإنجليزية: Arthur B. Hancock, Jr.)‏ هو عسكري أمريكي، ولد في 24 يناير 1910 في مقاطعة بوربون في الولايات المتحدة، وتوفي في 14 سبتمبر 1972 في ناشفيل في الولايات المتحدة بسبب سرطان البنكرياس.